# El Hotzo

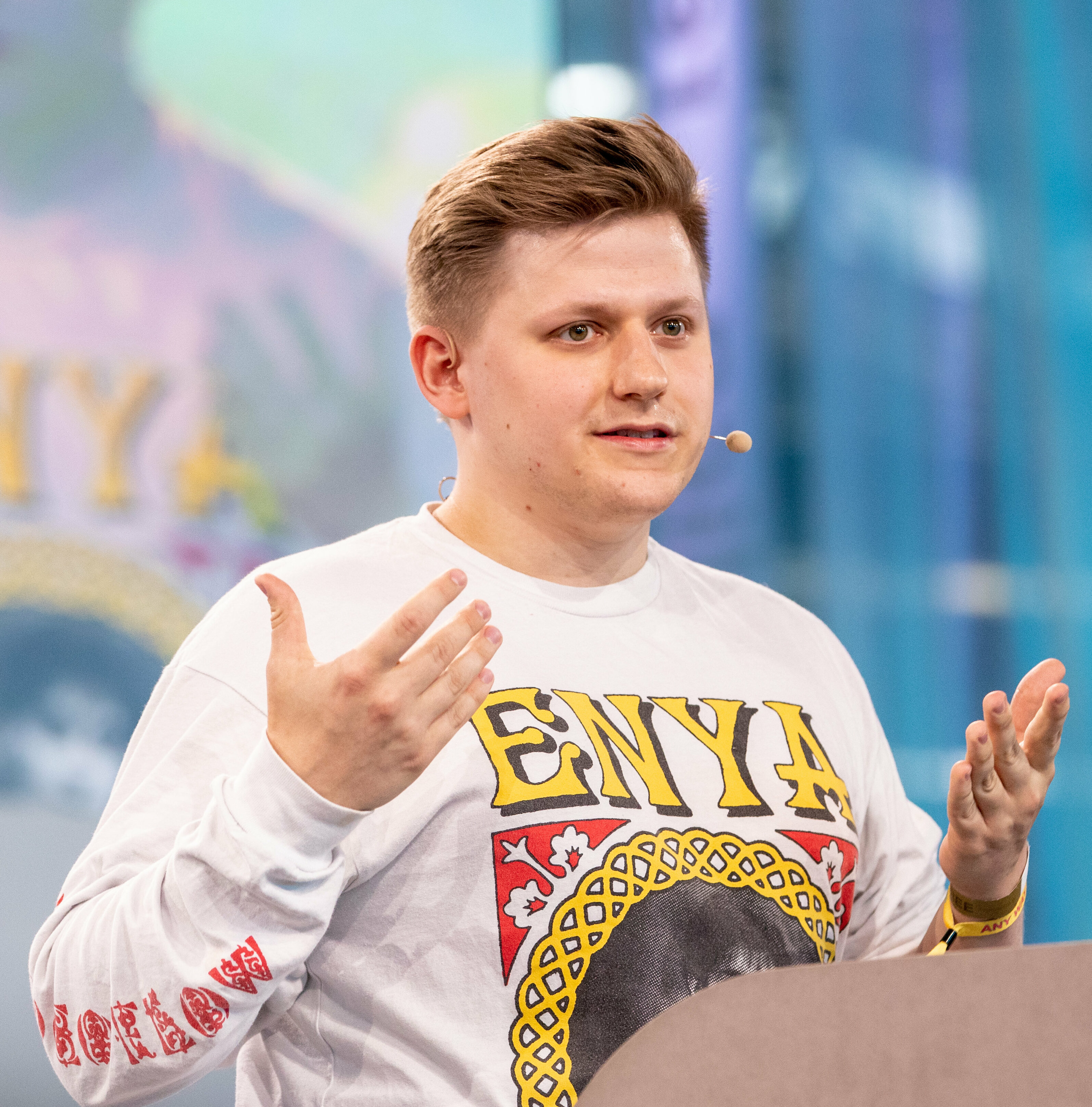
El Hotzo auf der re:publica 2022 in Berlin

Sebastian Hotz (* 16. Januar 1996 in Forchheim), meist unter dem Pseudonym El Hotzo auftretend, ist ein deutscher Satiriker, Gagautor, Podcaster und Schriftsteller.

## Leben und Ausbildung
Sebastian Hotz ist in Traindorf aufgewachsen und besuchte, nach eigenen Schilderungen als Außenseiter, das Gymnasium Fränkische Schweiz in Ebermannstadt. Nach einem dualen Studium der Betriebswirtschaftslehre bei Siemens in Erlangen und Nürnberg studierte Hotz in Bielefeld Wirtschaftspsychologie und lebt seit 2020 im Berliner Stadtteil Wedding.
Seit seiner Studienzeit in Bielefeld ist Hotz Fan des Fußballvereins Arminia Bielefeld.

## Künstlerische Laufbahn
Hotz wurde vor allem durch seine humoristischen und satirischen Beiträge auf Twitter und Instagram bekannt; sein Nutzername ist El Hotzo. Er postet täglich zehn bis zwanzig Beiträge. Gegenstand seiner bisweilen zynischen Texte ist oft „Gesellschafts- und Politik-Kritik“. Beispielsweise wendete sich Hotz gegen Nationalismus im Fußball, kritisierte das „Abkulten und Abfeiern von Deutschland bei großen Turnieren“ und das Verharmlosen von Depressionen.
Hotz hatte im Mai 2025 über 1,3 Millionen Abonnenten bei Instagram und über 700.000 Abonnenten bei X (ehemals Twitter). Bei der Wahl zur Kulturperson des Jahres 2020 der Frankfurter Allgemeinen Sonntagszeitung landete „El Hotzo, Twitterstar“ auf Platz 34. Die Fachzeitschrift Werben & Verkaufen benannte Hotz als einen der „Top 3 Creator im September [2020] bei Instagram“. Hotz produzierte von März 2020 bis April 2021 gemeinsam mit bong.iver den Podcast Die Geilen. Hotz war 2020 als Gast in mehreren Fernsehsendungen zu sehen, unter anderem als Sportkommentator, sowie Interviewpartner für diverse andere Leitmedien.
Seit 2021 arbeitete Hotz als Gagautor freiberuflich für das ZDF Magazin Royale mit Jan Böhmermann. Von 2022 bis 2024 hatte er die Sendung Theoretisch cool mit Ilona Hartmann auf dem RBB-Sender Radio Fritz. Von November 2022 bis August 2024 produzierte Hotz gemeinsam mit der Journalistin und Moderatorin Salwa Houmsi den Podcast Hotz & Houmsi.
2023 veröffentlichte er mit Mindset seinen ersten Roman. Themen sind Kritik am Neoliberalismus, am Kult der Selbstoptimierung sowie den leeren Versprechen des Erfolgscoachings. In der Literaturkritik wurde der Roman überwiegend negativ besprochen. Am 4. November 2023 fand am Düsseldorfer Schauspielhaus die Premiere zum gleichnamigen Theaterstück unter der Regie von Robert Zeigermann statt, die überwiegend positiv besprochen wurde.

## Kontroversen

### Äußerungen über Attentat auf Donald Trump
Im Juli 2024 beendete der RBB die Zusammenarbeit mit Hotz, nachdem dieser auf der Plattform X Äußerungen über das Attentat auf Donald Trump gemacht hatte („leider knapp verpasst“ und „Ich finde es absolut fantastisch, wenn Faschisten sterben“), die vom Sender als „mit den Werten, für die der RBB einsteht, nicht vereinbar“ und als menschenverachtend bezeichnet wurden. Auch die ARD sagte eine geplante Veranstaltung mit Hotz ab. Der Fall sorgte durch eine Reaktion von Elon Musk für internationale Medienaufmerksamkeit. Im November 2024 griff Hotz den Fall in der satirischen RTL+-Sendung I’m Sorry Mr. President mit Jan Böhmermann auf, in der er in die USA vor den Präsidentschaftswahlen reist, um sich vermeintlich bei Trump zu entschuldigen.
Die Berliner Staatsanwaltschaft leitete aufgrund der Äußerungen ein Ermittlungsverfahren wegen Belohnung und Billigung von Straftaten nach § 140 StGB gegen Hotz ein und erhob Anklage zum Amtsgericht Tiergarten. Das Amtsgericht lehnte die Zulassung der Anklage zur Hauptverhandlung ab. Auf eine sofortige Beschwerde der Staatsanwaltschaft ließ das Landgericht Berlin I die Anklage zur Hauptverhandlung zu. Hotz wurde am 23. Juli 2025 vom Amtsgericht Tiergarten freigesprochen. Die Richterin urteilte, der Post sei „straflose Satire“ gewesen. Die Staatsanwaltschaft legte gegen den Freispruch ein Rechtsmittel ein.

### Verhalten gegenüber Frauen
Im Dezember 2024 erschienen auf X Postings über Vorwürfe einer Ex-Freundin, die anonym über Hotz’ Verhalten in Beziehungen sprach. Nach diesen Anschuldigungen gestand Hotz öffentlich, dass Untreue, Lügen, Love Bombing, Gaslighting und Manipulation zu seinem Beziehungsalltag gehört hätten. Er räumte zudem ein, dass er sein Image als „reflektierter Medienmann ausgenutzt und viele Menschen damit sehr verletzt“ habe. Dieses Verhalten widerspreche den Werten, die Hotz öffentlich vertrete. Ende Januar 2025 teilte er mit, dass seine Accounts in den sozialen Medien vor der Bundestagswahl von Nichtregierungsorganisationen verwaltet werden sollen, die „wichtige politische Arbeit“ leisteten. Seine Accounts auf X und Instagram stellte er etwa Medico international zur Verfügung. Ende April 2025 wurde er selbst wieder auf seinen Social-Media-Accounts aktiv und machte etwa Bemerkungen über Ralf Schumacher, Donald Trump und die laufenden Koalitionsverhandlungen.

## Veröffentlichungen
- mit Max Sand: Paris, London, Mailand, Willingen: Wandern ist nur Spazierengehen aber wütend, starfruit publications, Fürth 2021, ISBN 978-3-922895-45-9.
- Mindset, Verlag Kiepenheuer & Witsch, Köln 2023, ISBN 978-3-462-00284-3.

## Auszeichnungen
- Bayerischer Kabarettpreis 2023 – Kategorie: „Creator-Preis“[51]